# Rozovo (distrikt i Bulgarien, Pazardzjik)
Rozovo (bulgariska: Розово) är ett distrikt i Bulgarien.   Det ligger i kommunen Obsjtina Bratsigovo och regionen Pazardzjik, i den centrala delen av landet, 110 km sydost om huvudstaden Sofia.
I omgivningarna runt Rozovo växer i huvudsak lövfällande lövskog. Runt Rozovo är det ganska tätbefolkat, med 104 invånare per kvadratkilometer.